# Thorictus abyssinicus
Thorictus abyssinicus is een keversoort uit de familie spektorren (Dermestidae). De wetenschappelijke naam van de soort werd in 1963 gepubliceerd door Hans John.